# Борис (Разумов)

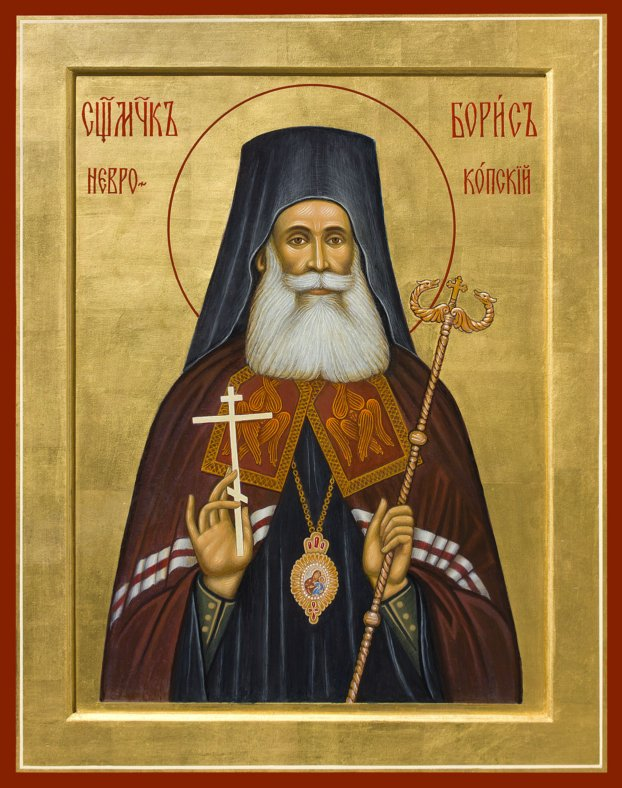
Икона священномученика Бориса (Болгарская старостильная церковь)

Митрополи́т Бори́с (в миру Вангел Симов Разумов; 8 ноября, 1888, село Гявато, Османская империя — 8 ноября 1948, село Коларово, Петрич, Благоевградская область) — епископ Болгарской Православной Церкви, митрополит Неврокопский.

## Биография
Борис Разумов родился 8 ноября 1888 года в селе Гявато Османской империи (ныне община Битола, Республика Македония). Родители его были благочестивыми и глубоко верующими людьми. В 1903 году его отец, служивший в отряде Георгия Сугарева, погибает при Илинденско-Преображенском восстании. Родное село Бориса было сожжено. Несмотря на это, он с отличием оканчивает Эдринскую болгарскую гимназию в 1904 году и продолжает образование в Болгарской духовной семинарии в Константинополе со стипендией, выданной экзархом Иосифом I.
10 июня 1910 года в Храме святого Стефана митрополитом Неврокопским Иларионом постригается в монашество с именем Борис (в честь святого князя Бориса I, крестившего народ Болгарии в 864 г.) и служит иеродиаконом при Неврокопском митрополите Иларионе.
В 1911 году продолжил образование на Богословском факультете Черновицкого университета (Австро-Венгрия) и окончил его со степенью «доктора богословия» в 1915 году. 
В том же году вернулся в Болгарию и был назначен учителем в Священническое училище в Бачкове. Затем учительствовал в Пловдивской духовной семинарии.
25 ноября 1917 году иеродиакон Борис был рукоположён в сан иеромонаха митрополитом Пловдивским Максимом и отбыл в Венгрию, где до 1922 года возглавлял церковно-просветительскую деятельность болгарской общины Будапешта.
В июле 1922 года вернулся и был удостоен архимандричьего сана.
С мая 1923 до сентября 1924 года архимандрит Борис был протосингелом при Софийской митрополии.
С сентября 1924 до сентября 1926 года — начальник культурно-просветительского отдела при Священном Синоде и настоятель храма Святого Александра Невского. 
С сентября 1926 до конца ноября 1931 года был ректором Софийской духовной семинарии. Молодой ректор организовал большую строительную деятельность, восстановил здания семинарии, которые пострадали во время управления Болгарского Земледельческого Народного Союза, отобравшего семинарию у Церкви, ввел строгий порядок и дисциплину в учебное учреждение. 
14 декабря 1930 года архимандрит Борис был поставлен в викарного епископа Стобийского.
С 28 ноября 1931 года — первый секретарь Священного Синода. Оставался на этом посту до 17 марта 1935 года, когда был избран митрополитом Неврокопским.
В 1932 году митрополиту Борису была поручена историческая миссия в Иерусалиме по преодолению греко-болгарской схизмы. Переговоры, начатые 12 апреля, успешно завершились лишь 22 февраля 1945 года.
За непродолжительный период своего управления епархией митрополиту Борису удалось успешно завершить строительство более 20 храмов. Митрополит Борис обладал энциклопедическими познаниями, свободно владел 13 языками, и был непримиримым противником атеизма и коммунистической идеологии.
29 сентября 1948 года направил в Священный Синод письмо с протестом против бесчинств коммунистической власти в Неврокопской епархии. Многажды говорил о терроре сталинской власти против духовенства в СССР, отзывался на теракт в Соборе Святой Недели антикоммунистической статьёй «Мученичество». Из-за этих его действий окружной комитет БКП объявил его «врагом № 1 народной власти». 
Митрополит Борис особенно активно протестовал против политики новых коммунистических властей по навязыванию македонской национальной идентичности населению Неврокопской епархии, которое он считал полностью болгарским. Об этом он упомянул и в своем протестном письме, говоря, что болгарское самосознание существует на этой территории более тысячи лет. 
8 ноября 1948 года по наущению коммунистических властей был убит после освящения храма Святого Димитрия в селе Коларово священником-расстригой Илиёй Стаменовым. В надгробном слове митрополит Доростоло-Червенский Михаил назвал митрополита Бориса «совестью Болгарской Православной Церкви» (болг. съвестта на Българската църква).. 

## Канонизация
31 марта 2016 года Священный Синод Болгарской православной церкви, рассмотрев письмо митрополита Неврокопского Серафима (Динкова), дал благословение для начала процедуры канонизации митрополита Неврокопского Бориса. Поводом для письма митрополита Неврокопского Серафима стал предстоящая 70-летняя годовщина убийства митрополита Бориса.
10 ноября 2018 года канонизирован Болгарской православной старостильной церковью.